# Catch! Teenieping
Catch! Teenieping (캐치! 티니핑?, ¡Kaechi! TinipingRR) es una serie de televisión coreana
Ingles animada por computadora producida por SAMG Animation. La primera temporada de la serie se emitió en KBS2 el 19 de marzo de 2020. La segunda temporada se estrenó el 22 de septiembre de 2021 bajo el título Sparkling Catch! Teenieping en JEI TV, el 14 de septiembre de 2022 se estrenaría la temporada tercera bajo el título Secret Catch! Teenieping, transmitido igualmente por JEITV.

## Trama
Catch! Teenieping gira en torno a criaturas traviesas llamadas Teenieping a las que les gusta entrar en la mente de las personas, pero su naturaleza lúdica y sus poderes mágicos pueden causar estragos en la vida de sus anfitriones. Cuando los Teenieping se sueltan en la Tierra, la Princesa Romi del Emotion Kingdom se convierte en una chica común y corriente que tiene que convertirse en una chica mágica para detenerlos, mientras equilibra su nueva vida civil como trabajadora de Bakery Heartrose a cargo de su prima mayor Sarah, y con sus compañeros de trabajo Ian, Kyle y Jun.
La 1.ª temporada consta de 52 capítulos, mientras que la 2.ª y 3.ª cuentan con 26, siendo la última aún en emisión.

## Personajes
- Princesa Romi (로미) es la princesa del Emotion Kingdom que se convierte en una chica mágica ordinaria encargada de evitar que los Teenieping causen estragos.
- Maya (마야) una de las mejores amigas de Romi, es muy amable y modesta, su pasatiempo es subir videoblogs a internet donde le va muy bien.
- Marylou (메리루) es también la mejor amiga de Romi, es muy enérgica y atlética, sus padres son campeones nacionales en atletismo, de ahí su talento nato para los deportes, su pasatiempo es montar en monopatín y a veces juega con GoGoping.
- Sarah (사라) Prima mayor de Romi y parte también de la familia real, cansada de su vida en la realeza, se instala en la tierra para montar la Pastelería Heartrose donde trabaja Ian, Kyle, Jun y su prima Romi.
- Ian (이안) es un joven que desea ser pastelero, siguiendo los pasos de su padre, un chico lleno de consideraciones y amabilidad, también muy estudioso.
- Kyle (카일) es hijo de un empresario famoso y rico, huyó de casa porque su familia no aprobaba su sueño de ser pátissier, el típico chico frío por fuera pero amable y cálido por dentro.
- Jun (준) es un joven apuesto que aspira a tener su propia panadería algún día como la de Sarah, activo y muy optimista.

- Heartsping (하츄핑) es la "Teenieping del amor", llena de amor y cuidados que brindar a quien lo necesite, la compañera de Romi desde el inicio de sus aventuras. Su objeto es un espejo de mano en la primera temporada, arpa en la segunda temporada, le da a Romi la habilidad de transformarse en la princesa Heart y en la princesa DiaHeart a partir de la segunda temporada
- Lalaping (라라핑) es la "Teenieping de la diversión", alegre y muy energica, le gusta cantar y sobre todo bailar. Su objeto es un micrófono, le da a Romi la habilidad de transformarse en la princesa Melody.
- Gogoping (아자핑) es el "Teenieping de la valentía", es muy valiente y nunca se echara para atrás cuando se trata de afrontar algún reto o desafío. Su objeto es una cámara, le da a Romi la habilidad de transformarse en la princesa Star.
- Dadaping (바로핑) es el "Teenieping de la justicia", muy serio y organizado, para él, todo debe estar hecho en el momento correcto. Su objeto es un libro, le da a Romi la habilidad de transformarse en la princesa Cloudia.
- Chachaping (차차핑) es "Teenieping de la esperanza", siempre calmada y relajada, ama las flores y la naturaleza en general. Su objeto es una regadera, le da a Romi la habilidad de transformarse en la princesa Clover.
- Happying (해핑) es el "Teenieping de la felicidad", siempre feliz y optimista, buscara la forma de hallar el lado más brillantes de las cosas. Su objeto es una pistola de burbujas. Apareció por primera vez en el episodio 14 como un cameo. Ella aparece completamente en el Episodio 45, es la verdadera forma de Giggleping antes de comer el fruto de Matana, prohibido y venenoso para los Teeniepings que solo crece en el Emotion Kingdom, le da a Romi la habilidad de transformarse en la princesa Sunshine.
- Joahping (조아핑) es la "Teenieping de la amabilidad" que se unió en la segunda temporada, sensible y amable, siempre escucha a sus amigos. Su objeto es un cepillo para el cabello y le da a Romi la habilidad de transformarse en la princesa Emerald.
- Teeheeping (방글핑) es la "Teenieping de la gracia" que se unió en la segunda temporada, siempre sonriente y feliz, no muestra coraje y se mete a veces en actividades locas, como parte de su personalidad poco femenina. Su objeto es un petardo de confeti y le da a Romi la habilidad de transformarse en la princesa Ruby
- Trustping (믿어핑) es el "Teenieping de la confianza" que se unió en la segunda temporada, es el Teenieping más joven, fácilmente confia en cualquiera, que la hace meterse a veces en varios incidentes. Su objeto es un paraguas y le da a Romi la habilidad de transformarse en la princesa Sapphire

## Transmisión
- Catch! Teenieping se estrenó en KBS2 en Corea del Sur el 19 de marzo de 2020. La serie también se lanzó en vídeo bajo demanda y plataformas de video.[1] La primera temporada se transmitió en KBS2 todos los jueves a las 17:15 hasta el 1 de abril de 2021.[6]
- La temporada 2 de la serie se transmitió a partir del 22 de septiembre de 2021 en JEI TV todos los miércoles a las 8:30.[7] El mismo episodio se retransmitirá a las 18:30.[8] Para celebrar la segunda temporada, JEI TV realizó una encuesta en octubre de 2021 para alentar a los espectadores a elegir sus personajes favoritos.[9]
- El 12 de julio de 2021, se transmitió por primera vez en China con el título 奇妙萌可 en las plataformas de transmisión chinas.[10][11]
- La serie se estrenó en Netflix el 30 de octubre de 2021 (gradualmente estará disponible en el catálogo de la plataforma de los demás países, por el momento sólo se puede ver en Estados Unidos y algunos países asiáticos).[12]
- El 4 de noviembre, se confirmaría el doblaje al japonés de la serie con un tráiler en el canal oficial en ese idioma, se estima que se estrene el 3 de diciembre de 2022 por el canal Kids Station[13]
- El 29 de diciembre de 2022, se lanzaria en China con el título 闪亮宝石 奇妙！萌可 (a excepción de Macao, Taiwán y Hong Kong) la Temporada 2 en sus respectivas plataformas de Streaming (Youku, Tencent Video, IQiyi, Mango TV)
- El 31 de diciembre de 2022, al parecer se confirmaria una 4.ª temporada y una película precuela de los eventos de la temporada 1, ambos se esperan que se estrenen para la segunda mitad de 2023[14]